# Monghsu
Monghsu Monghsu o Mongsang és un estat dels Estats Shan dins l'estat Shan de Myanmar. Té uns 600 km² (inclosos els dos estats unificats). La capital és Mongshu al sud-est de Mongyai, a la Vall del Nam Pang (Nam Pam). És de majoria shan, amb una minoria de yins.

## Història
Era ja principats independents vers el segle xvi. El 1857 es van separar de Hsenwi i van quedar units sota el mateix príncep. El 1882 el príncep, no es va sumar a la rebel·lió de Mongnai, però derrotats els birmans pels britànics el príncep va prendre part en la confederació contra ells (1886). Després de la victòria britànica el príncep va fer ràpida submissió i els britànics li van reconèixer la possessió dels principats i el títol de sawbaw de Mongshu i Mongsang (unió personal) i el 1888 els dos principats van ser unificats en un de sol, sota el nom de Monghsu i Mongsang (si bé conegut com a Monghsu). El darrer príncep que va governar va abdicar el 1959 i després fou una de la Repúbliques de la unió d'Estats Shan que constituïren l'Estat Shan, amb vocació d'independència, però part de Myanmar.